# Slaves of the World
Slaves of the World sedmi je studijski album norveškog black metal-sastava Old Man's Child. Album je 18. svibnja u Europi te dan kasnije u Sjevernoj Americi objavila diskografska kuća Century Media Records.

## O albumu
Album je snimljen u rujnu 2008. godine u studiju Fredman Studio u Göteborgu, Švedskoj. Sve instrumente je svirao i snimio Galder uz iznimku bubnjeva koje je svirao studijski bubnjar Peter Wildoer.

## Popis pjesama
| 1.    | »Slaves of the World«                                            | 4:41 |
| 2.    | »Saviours of Doom«                                               | 4:03 |
| 3.    | »The Crimson Meadows«                                            | 4:34 |
| 4.    | »Unholy Foreign Crusade«                                         | 3:40 |
| 5.    | »Path of Destruction«                                            | 5:21 |
| 6.    | »The Spawn of Lost Creation«                                     | 4:07 |
| 7.    | »On the Devil's Throne«                                          | 4:49 |
| 8.    | »Ferden mot fiendens land« (Putovanje prema zemlji neprijatelja) | 5:34 |
| 9.    | »Servants of Satan's Monastery«                                  | 5:19 |
| 42:08 |                                                                  |      |

| 10. | »Born of the Flickering (Re-recorded)« | 4:46 |

## Zasluge
| Old Man's Child - Galder – vokali, gitara, bas-gitara, klavijature, produkcija Dodatni glazbenici - Peter Wildoer – bubnjevi | Ostalo osoblje - Henrik Udd – snimanje, miksanje - Peter In de Betou – mastering - Fredrik Nordström – snimanje, miksanje - Gustavo Sazes – naslovnica, dizajn - Gustavo Garcetti – fotografija - Stephanie Cabral – fotografija - Christophe Szpajdel – logotip |